# Dernice
Dernice – miejscowość i gmina we Włoszech, w regionie Piemont, w prowincji Alessandria.
Według danych na styczeń 2010 gminę zamieszkiwało 237 osób przy gęstości zaludnienia 13 os./1 km².